# Weywot (mythologie)
Pour les articles homonymes, voir Weywot.
Dans la mythologie du peuple tongva, Weywot est le dieu du ciel et le fils de Quaoar. Il est le premier à naître lorsque Quaoar, dansant et chantant, a créé le monde. Ensemble, ils créent Chehooit, la déesse de la Terre puis Tamit, le dieu soleil. Selon une autre version, il est le père de la création. Il crée la Terre sur le dos de sept tortues. Quand elles bougent, leurs mouvements entraînent des secousses et sont la raison des tremblements de terre en Californie,.
En 2007, l'astronome Michael E. Brown a donné le nom de Weywot à un objet transneptunien, satellite naturel de (50000) Quaoar.